# Sild Øbane
Sild Øbane (i folkemunde Den rasende Emma) var en smalsporet jernbane med en sporvidde på 1000 mm (meterspor), der var i drift mellem 1888 og 1970 på friserøen Sild i Sydslesvig. Banen bestod af tre strækninger, der gik alle ud fra Vesterland og dækkede næsten hele øen. Østbanen gik fra Vesterland til færgehavnen i Munkmarsk. Nordbanen gik til List og Sydbanen til Hørnum. I Vesterland var der mulighed for at skifte tog.
Øbanens østlige rute til Munkmarsk blev indviet den 8. juli 1888. Munkmarsk var før etableringen af Hindenburgdæmningen med sin færgeforbindelse til Højer indfaldsporten til hele øen. Østbanen kørte i begyndelsen kun i sommermånederne. Den bragte levnedsmidler og badegæster fra færgen frem til badehotellerne i Vesterland. Den 1. juli 1901 fulgte den 14,5 km lange sydlige rute. Den 7. juli 1903 kom den nordlige rute til. Nordbanen kørte i begyndelsen kun til Kampen, først i 1908 blev Nordbanen udvidet til List på øens nordspids. Den nordlige strækning var 17,5 km lang. Efter etableringen af Hindeburgdæmningen i 1927 var der ikke længere behov for togforbindelsen mellem Vesterland og Munkmarsk havn, så Østbanen blev nedlagt samme år. Nord- og Sydbanen fortsatte endnu nogle år driften. Men de viste sig snart at være urentable. Især konkurrencen med busserne satte en stopper for den videre drift af øbanens to ruter. Sydbanen blev endelig nedlagt i november 1969. Nordbanen fulgte den 29. december 1970. Skinnerne blev fjernet kort tid efter. En del af strækningen blev senere omdannet til vandrestier og cykelstier. Den gamle ø-banegård blev omdannet til øens centrale busstation.
Sildbanen rådede over flere damplokomotiver. Efter 2. verdenskrig blev de efterhånden afløst af diesellokomotiver.